# Вильгельм II Оранский
Вильгельм II Нассау-Оранский (нидерл. Willem II van Oranje-Nassau; 27 мая 1626[…], Гаага — 6 ноября 1650[…], Гаага) — принц Оранский, штатгальтер (статхаудер) Нидерландов (кроме Фрисландии).

## Биография
Родился в 1626 году в семье штатгальтера принца Фредерика-Генриха. В 1641 году женился на Марии Генриетте, дочери английского короля Карла I; в этом браке родился их единственный ребёнок — Вильгельм III Оранский. В 1647 году, по смерти отца, был избран штатгальтером и главнокомандующим голландских войск, участвовавших в Тридцатилетней войне.
По заключении Вестфальского мира Вильгельм не распустил войска и принялся ограничивать могущественную патрицианскую партию, опираясь на содействие Генеральных штатов соединённых провинций. Патриции во главе с Яном де Виттом отстояли Амстердам, но Вильгельм получил официальное право держать войска под ружьем; в союзе с французами он собирался покорить Антверпен, но умер в 1650 году от оспы.